# Complantatio
La complantatio es un contrato de plantación de un viñedo que se realiza de manera oral o por escrito entre el propietario de la tierra y el plantador de la viña. Este último corre a cargo con todos los gastos de la plantación del viñedo y realiza todos los trabajos asociados al viñedo: la roturación de la tierra, la plantación de las vides y el laboreo de la viña, y puede percibir todos los frutos del viñedo durante los primeros cinco, seis o siete años, hasta que la viña se considere criada. Una vez pasado este período, el plantador de la viña adquiere la mitad de la propiedad de la viña plantada. La complantatio consiste por tanto en una cesión perpetua del derecho de propiedad a cambio de un trabajo.